# سداسي فلورورودات الزينون
سداسي فلورورودات الزينون هو مركب غاز نبيل صيغته الكيميائية (XeRhF6)، تم تصنيعه لأول مرة في عام 1963 بواسطة نيل بارتليت. وهو مماثل لمركب الزينون hexafluoroplatinate. 
يحضر بالتفاعل التالي:
Xe + RhF6 → XeRhF6